# ميليسا تان
ميليسا تان هي متسابقة ملكة الجمال ماليزية، ولدت في 1981 في ملقا في ماليزيا.